# Arenaria melanocephala
Arenaria melanocephala е вид птица от семейство Бекасови (Scolopacidae).

## Разпространение
Видът е разпространен в Канада, Мексико и САЩ.